# 阿瑟·斯内登
阿瑟·斯内登（英語：Arthur Sneddon，？—），新西兰男子摔跤运动员。他曾代表新西兰参加1950年大英帝国运动会摔跤比赛，获得男子90公斤级自由式银牌。